# Рогла
Рогла — населённые пункт и курорт, в районе Похорье на северо-востоке Словении. Район традиционно является частью Нижней Штирии (Нижняя Штирия). В настоящее время он включён в Савиньский административный район.
Туризм в районе Похорье начал развиваться до Второй Мировой войны. Первая дозорная башня на Рогле появилась в 1934 году Большинство туристических построек были сожжены во время войны. Горный приют на Рогле был перестроен в 1956 году и находился под управлением туристического общества города Зрече вплоть до 1972 года, когда он был приобретён и перестроен компанией Unior d.d.. В 1974 году руководство компании UNIOR поручило провести исследования на предмет развития Роглы в качестве горнолыжного курорта. Дорога, ведущая на вершину горы, была расширена. Были построены первые подъёмники для лыжников, которые могли перевозить до 900 человек в час.
Идея заключалась в том, чтобы развивать курорт Рогла вместе с другими туристическими центрами в Похорье для того, чтобы предложить полный комплекс услуг: горные лыжи, СПА-процедуры в Зрече и агротуризм. Таким образом, в 1978 году началось строительство гостиницы Добрава (Dobrava) в Зрече и гостиницы Планья (Planja) на Рогле. Гостиница Планья была открыта в 1980 году вместе с новыми подъёмниками для лыжников. В следующем году было завершено строительство гостиницы Добрава на 70 мест, бассейн, а также новый спортивный стадион.
К 1990-м годам Рогла — это хорошо оборудованный горнолыжный курорт на 1200 мест, с подъёмниками, способными перевозить до 12200 лыжников в час. Новая гостиница Добрава на 160 мест была открыта в 2000 году, кроме того, в период между 2002 годом и 2004 годом были возведены 4 новых подъёмника и организована система искусственного снега, что позволяет считать Роглу одним из лучших горнолыжных курортов в Словении с самым длительным лыжным сезоном.
В настоящее время в Рогле действуют 13 горнолыжных трасс разного уровня сложности. Рогла — первый Олимпийский центр в Словении, где тренируются команды европейских стран. Здесь часто проходят различные международные соревнования.